# Saison 2013 de l'Impact de Montréal
Maillots
Chronologie
Saison précédente Saison suivante
La saison 2013 de l'Impact de Montréal est la seconde saison en Major League Soccer (D1 nord-américaine) de l'histoire du club. Au cours de cette saison, l'Impact remporte le second Championnat canadien de son histoire et se qualifie pour la Ligue des champions de la CONCACAF 2013-2014.

## Avant-saison

### Transferts
| Date                 | Nom                    | Nationalité        | Poste                   | Modalité                                                      | Provenance/Destination          |
| Recrutement hivernal |                        |                    |                         |                                                               |                                 |
| 5 novembre           | Paolo Pacione          | Canada             | Préparateur physique    | -                                                             | Canada                          |
| 3 janvier            | Andrea Pisanu          | Italie             | Milieu offensif         | Prêt (1 an)                                                   | Bologne FC 1909                 |
| 6 janvier            | Marco Schällibaum      | Suisse             | Entraineur-chef         | Contrat (1 an avec option)                                    | -                               |
| 17 janvier           | Blake Smith            | États-Unis         | Latéral gauche          | 8e choix du MLS SuperDraft (contrat signé le 25 février 2013) | New Mexico Lobos                |
| 17 janvier           | Fernando Monge         | États-Unis         | Milieu offensif         | 18e choix du MLS SuperDraft                                   | UCLA Bruins                     |
| 17 janvier           | Paolo DelPiccolo       | États-Unis         | Milieu défensif         | 27e choix du MLS SuperDraft                                   | Louisville Cardinals            |
| 17 janvier           | Brad Stuver            | États-Unis         | Gardien de but          | 32e choix du MLS SuperDraft                                   | Cleveland State Vikings         |
| 22 janvier           | Hakan Ilhan            | Allemagne          | Attaquant               | 8e choix du MLS Supplemental Draft                            | UNC Greensboro Spartans         |
| 22 janvier           | Jordan Leblanc         | États-Unis         | Milieu de terrain       | 27e choix du MLS Supplemental Draft                           | Old Dominion Monarchs           |
| 22 janvier           | Luciano Delbono        | États-Unis         | Milieu de terrain       | 46e choix du MLS Supplemental Draft                           | Wake Forest Demon Deacons       |
| 22 janvier           | Juan Arbelaez          | Colombie           | Défenseur               | 47e choix du MLS Supplemental Draft                           | VCU Rams                        |
| 7 février            | Andrés Romero          | Argentine          | Attaquant polyvalent    | Prêt (1 an)                                                   | Tombense FC                     |
| 26 février           | Wandrille Lefèvre      | France             | Milieu de terrain       | Contrat Home Grown Player                                     | Impact de Montréal U21          |
| 26 février           | Maxim Tissot           | Canada             | Arrière gauche          | Contrat Home Grown Player                                     | Impact de Montréal U21          |
| 5 mars               | Maxime Crépeau         | Canada             | Gardien de but          | Contrat Home Grown Player                                     | Impact de Montréal U21          |
| 5 avril              | Maximiliano Rodriguez  | Argentine          | Milieu de terrain       | Prêt (1 an)                                                   | Argentinos Juniors              |
| 19 avril             | Daniele Paponi         | Italie             | Attaquant               | Prêt (1 an)                                                   | Bologne FC 1909                 |
| 4 juin               | Zakaria Messoudi       | Canada             | Milieu de terrain       | Contrat Home Grown Player                                     | Impact de Montréal U21          |
| 5 juillet            | Paolo DelPiccolo       | États-Unis         | Milieu défensif         | Signé libre                                                   | Eintracht Francfort U23         |
| 23 juillet           | Hernán Bernardello     | Argentine          | Milieu récupérateur     | Signé comme joueur désigné                                    | UD Almería                      |
| 26 juillet           | Adrián López Rodríguez | Espagne            | Défenseur central       | Signé libre                                                   | Wigan Athletic FC               |
| Départs              |                        |                    |                         |                                                               |                                 |
| 26 octobre           | Greg Sutton            | Canada             | Gardien de but          | Retraite sportive                                             | Concordia Stingers (Entraineur) |
| 1er novembre         | Eduardo Sebrango       | Cuba               | Buteur                  | Retraite sportive                                             | retraite sportive               |
| 2 novembre           | Shavar Thomas          | Jamaïque           | Défenseur               | Contrat non renouvelé                                         | Fort Lauderdale Strikers        |
| 2 novembre           | Josh Gardner           | États-Unis         | Latéral gauche          | Contrat non renouvelé                                         | Sporting de Kansas City         |
| 2 novembre           | Evan James             | Canada             | Attaquant               | Contrat non renouvelé                                         | K-W United FC                   |
| 3 novembre           | Jesse Marsch           | États-Unis         | Entraineur-chef         | Rupture de contrat à l'amiable                                | ?                               |
| 3 novembre           | Preston Burpo          | États-Unis         | Entraineur des gardiens | Rupture de contrat à l'amiable                                | D.C. United                     |
| 3 novembre           | Adam Rotchstein        | États-Unis         | Préparateur physique    | Rupture de contrat à l'amiable                                | D.C. United                     |
| 7 décembre           | Bryan Arguez           | États-Unis         | Milieu de terrain       | Option du contrat non exercé                                  | Minnesota Stars FC              |
| 7 décembre           | Bernardo Corradi       | Italie             | Attaquant               | Option du contrat non exercé                                  | retraite sportive               |
| 7 décembre           | Miguel Montaño         | Colombie           | Attaquant               | Option du contrat non exercé                                  | Cúcuta Deportivo                |
| 8 janvier            | Mike Sorber            | États-Unis         | Entraineur assistant    | ?                                                             | ?                               |
| 8 janvier            | Denis Hamlett          | Costa Rica         | Entraineur assistant    | ?                                                             | ?                               |
| 22 janvier           | Paolo DelPiccolo       | États-Unis         | Milieu défensif         | Contrat signé après un essai (6 mois)                         | Eintracht Francfort U23         |
| 27 janvier           | Lamar Neagle           | États-Unis         | Milieu offensif         | Echange contre une place de joueur étranger pour 2013 et 2014 | Sounders de Seattle             |
| 2 avril              | Zarek Valentin         | États-Unis         | Arrière droit           | Prêt (1 an)                                                   | FK Bodø/Glimt                   |
| 17 juillet           | Siniša Ubiparipović    | Bosnie-Herzégovine | Milieu offensif         | Prêt (6 mois)                                                 | Minnesota United FC             |
| 17 juillet           | Calum Mallace          | Écosse             | Milieu défensif         | Prêt (6 mois)                                                 | Minnesota United FC             |
| 13 août              | Dennis Iapichino       | Suisse             | Latéral gauche          | Libéré                                                        | D.C. United                     |

## Présaison

### Tournée en Italie
À l'issue de la saison 2012, l'équipe a réalisé une tournée en Italie avec les joueurs prévus pour 2013 ainsi que 5 joueurs de l'académie (Maxime Crépeau, Maxim Tissot, Wandrille Lefèvre, Zakaria Messoudi et Mircea Ilcu). À cette occasion, quatre joueurs évoluant en Italie ont réalisé un essai avec l'Impact. Il s'agit de Nicolas Cordova, Henrique Cornelio Bem, Andrea Pisanu et Oussama Essabr. Durant cette tournée, l'Impact a disputé trois matchs contre Bologne (défaite 1-0), la réserve (victoire 4-1) puis l'équipe première de la Fiorentina (victoire 1-0).

### Reprise de l'entrainement
Les joueurs de l'Impact se retrouvent le 19 janvier 2013 pour deux jours de tests médicaux. L'entrainement à proprement parler reprend dès le jour suivant au Complexe sportif Marie-Victorin avec un groupe de 31 joueurs ; les 22 sous contrat, ceux repêché peu avant à l'exception de DelPiccolo toujours à l'essai avec l'Eintracht Francfort, les 5 joueurs de l'académie présent en Italie et un joueur à l'essai : Nick Zimmerman.

### Stage en Floride
Le 7 février 2013, le groupe complété par la nouvelle recrue Andrés Romero et le milieu de terrain brésilien Eber rallie la Floride pour la suite de sa préparation. Ils participent à la Walt Disney World Pro Soccer Classic 2013 du 9 au 23 février 2013 et remporte le tournoi.

## Major League Soccer 2013
| Match 1           | Sounders de Seattle | 0-1 | Impact de Montréal      | CenturyLink Field, Seattle                       |                                                  |
| 2 mars 2013 22h00 | Evans 17e           |     | Arnaud 35e · Pisanu 64e | Spectateurs : 38,998 Arbitrage : Silviu Petrescu | Spectateurs : 38,998 Arbitrage : Silviu Petrescu |
| 2 mars 2013 22h00 | Rapport             |     |                         | Spectateurs : 38,998 Arbitrage : Silviu Petrescu | Spectateurs : 38,998 Arbitrage : Silviu Petrescu |

| Match 2           | Timbers de Portland     | 1-2   | Impact de Montréal                   | Jeld-Wen Field, Portland                         |                                                  |
| 9 mars 2013 22h30 | Nagbe 30e · Johnson 80e | (0-1) | Camara 30e · Felipe 64e · Felipe 73e | Spectateurs : 20,674 Arbitrage : Edvin Jurisevic | Spectateurs : 20,674 Arbitrage : Edvin Jurisevic |
| 9 mars 2013 22h30 | Rapport                 |       |                                      | Spectateurs : 20,674 Arbitrage : Edvin Jurisevic | Spectateurs : 20,674 Arbitrage : Edvin Jurisevic |

| Match 3            | Impact de Montréal                                               | 2-1   | Toronto FC                                       | Stade olympique, Montréal                         |                                                   |
| 16 mars 2013 16h00 | Bernier 34e (pen.) · Di Vaio 45+1e · Bernier 64e · Iapichino 67e | (2-0) | Hall 21e · Earnshaw 68e (pen.) · Eckersley 90+2e | Spectateurs : 37,896 Arbitrage : Baldomero Toledo | Spectateurs : 37,896 Arbitrage : Baldomero Toledo |
| 16 mars 2013 16h00 | Rapport                                                          |       |                                                  | Spectateurs : 37,896 Arbitrage : Baldomero Toledo | Spectateurs : 37,896 Arbitrage : Baldomero Toledo |

| Match 4            | Impact de Montréal       | 1-0   | Red Bulls de New York                                        | Stade olympique, Montréal                    |                                              |
| 23 mars 2013 16h30 | Di Vaio 14e · Camara 85e | (1-0) | Juninho 18e · Steele 41e · Barklage 66e, 74e · Alexander 81e | Spectateurs : 26,259 Arbitrage : Chris Penso | Spectateurs : 26,259 Arbitrage : Chris Penso |
| 23 mars 2013 16h30 | Rapport                  |       |                                                              | Spectateurs : 26,259 Arbitrage : Chris Penso | Spectateurs : 26,259 Arbitrage : Chris Penso |

| Match 5            | Sporting de Kansas City                         | 2-0   | Impact de Montréal | Sporting Park, Kansas City                      |                                                 |
| 30 mars 2013 20h30 | Bieler 5e · Collin 49e · Sinovic 53e · Zusi 80e | (1-0) | Felipe 55e         | Spectateurs : 18,609 Arbitrage : Jorge Gonzalez | Spectateurs : 18,609 Arbitrage : Jorge Gonzalez |
| 30 mars 2013 20h30 | Rapport                                         |       |                    | Spectateurs : 18,609 Arbitrage : Jorge Gonzalez | Spectateurs : 18,609 Arbitrage : Jorge Gonzalez |

| Match 6             | Impact de Montréal       | 1-1   | Crew de Columbus                       | Stade Saputo, Montréal                       |                                              |
| 14 avril 2013 12h00 | Arnaud 29e · Di Vaio 68e | (0-0) | Williams 40e · Higuain 58e · Oduro 72e | Spectateurs : 16,584 Arbitrage : Mark Geiger | Spectateurs : 16,584 Arbitrage : Mark Geiger |
| 14 avril 2013 12h00 | Rapport                  |       |                                        | Spectateurs : 16,584 Arbitrage : Mark Geiger | Spectateurs : 16,584 Arbitrage : Mark Geiger |

| Match 7             | Impact de Montréal                                                   | 2-0   | Fire de Chicago               | Stade Saputo, Montréal                         |                                                |
| 27 avril 2013 16h00 | Iapichino 43e · Romero 57e · Di Vaio 64e · Lefèvre 74e · Di Vaio 76e | (0-0) | Larentowicz 63e · Johnson 64e | Spectateurs : 19,773 Arbitrage : Fotis Bazakos | Spectateurs : 19,773 Arbitrage : Fotis Bazakos |
| 27 avril 2013 16h00 | Rapport                                                              |       |                               | Spectateurs : 19,773 Arbitrage : Fotis Bazakos | Spectateurs : 19,773 Arbitrage : Fotis Bazakos |

| Match 8          | Earthquakes de San José                                    | 2 - 2   | Impact de Montréal                             | Buck Shaw Stadium, Santa Clara               |                                              |
| 4 mai 2013 16h00 | Morrow 19e · Cronin 45e · Baca 52e · Jahn 59e · Cronin 91e | (0 - 1) | Brovsky 22e · Mapp 24e · Warner 31e · Mapp 47e | Spectateurs : 10,074 Arbitrage : Drew Fisher | Spectateurs : 10,074 Arbitrage : Drew Fisher |
| 4 mai 2013 16h00 | Rapport                                                    |         |                                                | Spectateurs : 10,074 Arbitrage : Drew Fisher | Spectateurs : 10,074 Arbitrage : Drew Fisher |

| Match 9          | Red Bulls de New York | 2-1   | Impact de Montréal | Red Bull Arena, Harrison                         |                                                  |
| 8 mai 2013 19h30 | Henry 45+2e 88e       | (1-0) | Di Vaio 90+2e      | Spectateurs : 11,892 Arbitrage : Hilario Grajeda | Spectateurs : 11,892 Arbitrage : Hilario Grajeda |
| 8 mai 2013 19h30 | Rapport               |       |                    | Spectateurs : 11,892 Arbitrage : Hilario Grajeda | Spectateurs : 11,892 Arbitrage : Hilario Grajeda |

| Match 10          | Impact de Montréal                                                   | 3-2   | Real Salt Lake                                                  | Stade Saputo, Montréal                         |                                                |
| 11 mai 2013 14h00 | Camara 29e · Felipe 39e · Di Vaio 80e · Nyassi 90+3e · Ferrari 90+3e | (1-1) | Ferrari 7e (csc) · Grabavoy 40e · Beckerman 78e · Rimando 90+1e | Spectateurs : 14,578 Arbitrage : Allen Chapman | Spectateurs : 14,578 Arbitrage : Allen Chapman |
| 11 mai 2013 14h00 | Rapport                                                              |       |                                                                 | Spectateurs : 14,578 Arbitrage : Allen Chapman | Spectateurs : 14,578 Arbitrage : Allen Chapman |

| Match 11          | Impact de Montréal                                                   | 5-3   | Union de Philadelphie                                  | Stade Saputo, Montréal                       |                                              |
| 25 mai 2013 19h00 | Di Vaio 2e 29e 29e 32e · Felipe 70e · Wenger 75e · Smith 90+1e 90+4e | (3-1) | McInerney 5e · Farfan 44e · Hoppenot 69e · Le Toux 85e | Spectateurs : 17,104 Arbitrage : Juan Guzmán | Spectateurs : 17,104 Arbitrage : Juan Guzmán |
| 25 mai 2013 19h00 | Rapport                                                              |       |                                                        | Spectateurs : 17,104 Arbitrage : Juan Guzmán | Spectateurs : 17,104 Arbitrage : Juan Guzmán |

| Match 12            | Sporting de Kansas City                      | 1-2   | Impact de Montréal                                               | Sporting Park, Kansas City                          |                                                     |
| 1er juin 2013 20h30 | Bieler 45+4e (pen.) · Jérôme 46e · Opara 52e | (1-0) | Nyassi 47e · Warner 53e · Mapp 69e · Nesta 74e · Iapichino 90+3e | Spectateurs : 19,470 Arbitrage : Armando Villarreal | Spectateurs : 19,470 Arbitrage : Armando Villarreal |
| 1er juin 2013 20h30 | Rapport                                      |       |                                                                  | Spectateurs : 19,470 Arbitrage : Armando Villarreal | Spectateurs : 19,470 Arbitrage : Armando Villarreal |

| Match 13           | Crew de Columbus                                                 | 2-0   | Impact de Montréal | Columbus Crew Stadium, Columbus                   |                                                   |
| 15 juin 2013 19h30 | Sánchez 6e · Oduro 22e · Sánchez 56e · O'Rourke 81e · George 90e | (2-0) | Felipe 9e          | Spectateurs : 18,320 Arbitrage : Matthew Foerster | Spectateurs : 18,320 Arbitrage : Matthew Foerster |
| 15 juin 2013 19h30 | Rapport                                                          |       |                    | Spectateurs : 18,320 Arbitrage : Matthew Foerster | Spectateurs : 18,320 Arbitrage : Matthew Foerster |

| Match 14           | Impact de Montréal                                  | 2-0   | Dynamo de Houston | Stade Saputo, Montréal                       |                                              |
| 19 juin 2013 20h00 | Felipe 14e · Ferrari 20e · Di Vaio 32e · Camara 56e | (2-0) | Sarkodie 53e      | Spectateurs : 17,694 Arbitrage : Chris Penso | Spectateurs : 17,694 Arbitrage : Chris Penso |
| 19 juin 2013 20h00 | Rapport                                             |       |                   | Spectateurs : 17,694 Arbitrage : Chris Penso | Spectateurs : 17,694 Arbitrage : Chris Penso |

| Match 15           | Impact de Montréal                                 | 3-4   | Rapids du Colorado                                                           | Stade Saputo, Montréal                       |                                              |
| 29 juin 2013 19h00 | Camara 38e · Paponi 42e · Brovsky 55e · Paponi 72e | (2-1) | Harris 24e · Mera 48e · LaBrocca 52e · Powers 59e · Brown 77e · Cascio 90+6e | Spectateurs : 20,383 Arbitrage : Drew Fisher | Spectateurs : 20,383 Arbitrage : Drew Fisher |
| 29 juin 2013 19h00 | Rapport                                            |       |                                                                              | Spectateurs : 20,383 Arbitrage : Drew Fisher | Spectateurs : 20,383 Arbitrage : Drew Fisher |

| Match 16             | Toronto FC                                                                           | 3-3   | Impact de Montréal                                  | BMO Field, Toronto                                |                                                   |
| 3 juillet 2013 19h00 | Brockie 6e · Caldwell 21e · O'Dea 24e · Russell 37e · Convey 45e · Agbossoumonde 47e | (3-1) | Romero 1re · Brovsky 62e · Camara 69e · Di Vaio 70e | Spectateurs : 21,700 Arbitrage : Baldomero Toledo | Spectateurs : 21,700 Arbitrage : Baldomero Toledo |
| 3 juillet 2013 19h00 | Rapport                                                                              |       |                                                     | Spectateurs : 21,700 Arbitrage : Baldomero Toledo | Spectateurs : 21,700 Arbitrage : Baldomero Toledo |

| Match 17             | Impact de Montréal               | 1-1   | Chivas USA            | Stade Saputo, Montréal                         |                                                |
| 7 juillet 2013 19h00 | Bernier 80e (pen.) · Bernier 84e | (0-0) | Borja 39e · Avila 55e | Spectateurs : 18,932 Arbitrage : Allen Chapman | Spectateurs : 18,932 Arbitrage : Allen Chapman |
| 7 juillet 2013 19h00 | Rapport                          |       |                       | Spectateurs : 18,932 Arbitrage : Allen Chapman | Spectateurs : 18,932 Arbitrage : Allen Chapman |

| Match 18              | Red Bulls de New York                                                     | 4-0   | Impact de Montréal        | Red Bull Arena, Harrison                         |                                                  |
| 13 juillet 2013 19h00 | Alexander 10e · Henry 16e · Olave 46e · Cahill 63e · Luyindula 88e (pen.) | (2-0) | Arnaud 45+e · Ferrari 60e | Spectateurs : 17,235 Arbitrage : Ricardo Salazar | Spectateurs : 17,235 Arbitrage : Ricardo Salazar |
| 13 juillet 2013 19h00 | Rapport                                                                   |       |                           | Spectateurs : 17,235 Arbitrage : Ricardo Salazar | Spectateurs : 17,235 Arbitrage : Ricardo Salazar |

| Match 19              | Impact de Montréal      | 0-0   | FC Dallas                            | Stade Saputo, Montréal                           |                                                  |
| 20 juillet 2013 19h00 | Paponi 61e · Arnaud 70e | (0-0) | Watson 59e · Cooper 83e · Hassli 84e | Spectateurs : 20,801 Arbitrage : Hilario Grajeda | Spectateurs : 20,801 Arbitrage : Hilario Grajeda |
| 20 juillet 2013 19h00 | Rapport                 |       |                                      | Spectateurs : 20,801 Arbitrage : Hilario Grajeda | Spectateurs : 20,801 Arbitrage : Hilario Grajeda |

| Match 20              | Impact de Montréal        | 1-0   | Sporting de Kansas City                           | Stade Saputo, Montréal                             |                                                    |
| 27 juillet 2013 14h00 | Bernier 71e · Smith 90+6e | (0-0) | Sinovic 1e · Joseph 24e · Bieler 70e · Rosell 88e | Spectateurs : 20,527 Arbitrage : Armando Villareal | Spectateurs : 20,527 Arbitrage : Armando Villareal |
| 27 juillet 2013 14h00 | Rapport                   |       |                                                   | Spectateurs : 20,527 Arbitrage : Armando Villareal | Spectateurs : 20,527 Arbitrage : Armando Villareal |

| Match 21          | D.C. United                                                                               | 3-1   | Impact de Montréal       | RFK Stadium, Washington                         |                                                 |
| 3 août 2013 19h00 | Silva 19e · Kitchen 29e · Korb 48e · Porter 65e · Doyle 68e · Jeffrey 87e · Jeffrey 90+3e | (1-0) | Brovsky 52e · Romero 62e | Spectateurs : 12,354 Arbitrage : Jorge Gonzalez | Spectateurs : 12,354 Arbitrage : Jorge Gonzalez |
| 3 août 2013 19h00 | Rapport                                                                                   |       |                          | Spectateurs : 12,354 Arbitrage : Jorge Gonzalez | Spectateurs : 12,354 Arbitrage : Jorge Gonzalez |

| Match 22           | Fire de Chicago        | 2-1   | Impact de Montréal                    | Toyota Park, Bridgeview                        |                                                |
| 10 août 2013 20h30 | Lindpere 4e · Duka 23e | (2-0) | Felipe 57e · Paponi 80e · Ferrari 89e | Spectateurs : 17,297 Arbitrage : Allen Chapman | Spectateurs : 17,297 Arbitrage : Allen Chapman |
| 10 août 2013 20h30 | Rapport                |       |                                       | Spectateurs : 17,297 Arbitrage : Allen Chapman | Spectateurs : 17,297 Arbitrage : Allen Chapman |

| Match 23           | Impact de Montréal                                                  | 2-1   | D.C. United                                              | Stade Saputo, Montréal                         |                                                |
| 17 août 2013 19h00 | Di Vaio 43e · Romero 47e · Di Vaio 83e · Di Vaio 84e · Bernier 90+e | (1-0) | De Rosario 39e · Thorrington 71e · Riley 75e · Doyle 81e | Spectateurs : 20,081 Arbitrage : Ismail Elfath | Spectateurs : 20,081 Arbitrage : Ismail Elfath |
| 17 août 2013 19h00 | Rapport                                                             |       |                                                          | Spectateurs : 20,081 Arbitrage : Ismail Elfath | Spectateurs : 20,081 Arbitrage : Ismail Elfath |

| Match 24           | Impact de Montréal                                                  | 5-0   | Dynamo de Houston | Stade Saputo, Montréal                           |                                                  |
| 24 août 2013 19h00 | Di Vaio 35e · Felipe 37e · Brovsky 58e · Di Vaio 70e · Pisanu 90+1e | (2-0) | 72e Driver        | Spectateurs : 20,081 Arbitrage : Hilario Grajeda | Spectateurs : 20,081 Arbitrage : Hilario Grajeda |
| 24 août 2013 19h00 | Rapport                                                             |       |                   | Spectateurs : 20,081 Arbitrage : Hilario Grajeda | Spectateurs : 20,081 Arbitrage : Hilario Grajeda |

| Match 25           | Union de Philadelphie | 0-0   | Impact de Montréal | PPL Park, Chester                                |                                                  |
| 31 août 2013 19h30 |                       | (0-0) |                    | Spectateurs : 18,339 Arbitrage : Edvin Jurisevic | Spectateurs : 18,339 Arbitrage : Edvin Jurisevic |
| 31 août 2013 19h30 | Rapport               |       |                    | Spectateurs : 18,339 Arbitrage : Edvin Jurisevic | Spectateurs : 18,339 Arbitrage : Edvin Jurisevic |

| Match 26               | Revolution de la Nouvelle-Angleterre                       | 2-4   | Impact de Montréal                                                         | Gillette Stadium, Foxborough              |                                           |
| 7 septembre 2013 19h30 | Reis 5e · Fagúndez 26e · Rowe 76e · Rowe 83e · Tierney 87e | (1-3) | Bernier 8e (pen.) 33e (pen.) · Di Vaio 45+2e · Brovsky 45+3e · Di Vaio 55e | Spectateurs : 9,165 Arbitrage : Jim Lahey | Spectateurs : 9,165 Arbitrage : Jim Lahey |
| 7 septembre 2013 19h30 | Rapport                                                    |       |                                                                            | Spectateurs : 9,165 Arbitrage : Jim Lahey | Spectateurs : 9,165 Arbitrage : Jim Lahey |

| Match 27                | Impact de Montréal       | 1-2   | Crew de Columbus                      | Stade Saputo, Montréal                            |                                                   |
| 14 septembre 2013 14h00 | Di Vaio 23e · Felipe 77e | (1-0) | Tchani 62e · Marshall 66e · Oduro 78e | Spectateurs : 20,210 Arbitrage : Baldomero Toledo | Spectateurs : 20,210 Arbitrage : Baldomero Toledo |
| 14 septembre 2013 14h00 | Rapport                  |       |                                       | Spectateurs : 20,210 Arbitrage : Baldomero Toledo | Spectateurs : 20,210 Arbitrage : Baldomero Toledo |

| Match 28                | Impact de Montréal        | 0-3   | Whitecaps de Vancouver                                            | Stade Saputo, Montréal                          |                                                 |
| 21 septembre 2013 14h00 | Felipe 45+1e · Camara 54e | (0-1) | Miller 7e (pen.) · Reo-Coker 77e · Lee 78e · Camilo 89e 90e 90+1e | Spectateurs : 20,006 Arbitrage : Jorge Gonzalez | Spectateurs : 20,006 Arbitrage : Jorge Gonzalez |
| 21 septembre 2013 14h00 | Rapport                   |       |                                                                   | Spectateurs : 20,006 Arbitrage : Jorge Gonzalez | Spectateurs : 20,006 Arbitrage : Jorge Gonzalez |

| Match 29                | Fire de Chicago                   | 2-2   | Impact de Montréal                    | Toyota Park, Bridgeview                            |                                                    |
| 28 septembre 2013 20h30 | Pause 19e · Magee 57e 73e 78e 84e | (0-1) | Di Vaio 25e · Arnaud 70e · Tissot 87e | Spectateurs : 17,173 Arbitrage : Armando Villareal | Spectateurs : 17,173 Arbitrage : Armando Villareal |
| 28 septembre 2013 20h30 | Rapport                           |       |                                       | Spectateurs : 17,173 Arbitrage : Armando Villareal | Spectateurs : 17,173 Arbitrage : Armando Villareal |

| Match 30             | Dynamo de Houston        | 1-0   | Impact de Montréal                     | BBVA Compass Stadium, Houston                 |                                               |
| 4 octobre 2013 20h30 | Clark 6e · Creavalle 63e | (1-0) | Brovsky 31e · Camara 32e · Ferrari 73e | Spectateurs : 19,892 Arbitrage : Drew Fischer | Spectateurs : 19,892 Arbitrage : Drew Fischer |
| 4 octobre 2013 20h30 | Rapport                  |       |                                        | Spectateurs : 19,892 Arbitrage : Drew Fischer | Spectateurs : 19,892 Arbitrage : Drew Fischer |

| Match 31              | Impact de Montréal                                              | 0-1   | Revolution de la Nouvelle-Angleterre | Stade Saputo, Montréal                       |                                              |
| 12 octobre 2013 14h30 | Nyassi 25e · Ferrari 45e · Romero 45e · Wenger 70e · Arnaud 82e | (0-1) | Gonçalves 31e · Nguyen 45+4e         | Spectateurs : 18,917 Arbitrage : Chris Penso | Spectateurs : 18,917 Arbitrage : Chris Penso |
| 12 octobre 2013 14h30 | Rapport                                                         |       |                                      | Spectateurs : 18,917 Arbitrage : Chris Penso | Spectateurs : 18,917 Arbitrage : Chris Penso |

| Match 33              | Impact de Montréal                                                                 | 2-1   | Union de Philadelphie                             | Stade Saputo, Montréal                           |                                                  |
| 19 octobre 2013 14h00 | Di Vaio 56e · Di Vaio 64e · Ferrari 78e · Ouimette 84e · Camara 89e · Pisanu 90+2e | (0-1) | Fabinho 29e · Carroll 39e · Casey 40e · Okugo 89e | Spectateurs : 18,993 Arbitrage : Silviu Petrescu | Spectateurs : 18,993 Arbitrage : Silviu Petrescu |
| 19 octobre 2013 14h00 | Rapport                                                                            |       |                                                   | Spectateurs : 18,993 Arbitrage : Silviu Petrescu | Spectateurs : 18,993 Arbitrage : Silviu Petrescu |

| Match 34              | Toronto FC                  | 1-0   | Impact de Montréal                                         | BMO Field, Toronto                            |                                               |
| 26 octobre 2013 16h00 | Earnshaw 16e · Earnshaw 23e | (1-0) | Bernardello 23e · Mapp 26e · Lefèvre 90+3e · Ferrari 90+4e | Spectateurs : 13,211 Arbitrage : David Gantar | Spectateurs : 13,211 Arbitrage : David Gantar |
| 26 octobre 2013 16h00 | Rapport                     |       |                                                            | Spectateurs : 13,211 Arbitrage : David Gantar | Spectateurs : 13,211 Arbitrage : David Gantar |

### Championnat canadien de soccer 2013

#### Demi-finale
| 24 avril 2013 | Toronto FC                              | 2-0 | Impact de Montréal | BMO Field, Toronto                                |                                                   |
| 19:30         | Henry 49e · Wiedeman 81e · Wiedeman 84e |     | Mallace 55e        | Spectateurs : 11,043, Arbitrage : Silviu Petrescu | Spectateurs : 11,043, Arbitrage : Silviu Petrescu |
| 19:30         | Rapport                                 |     |                    | Spectateurs : 11,043, Arbitrage : Silviu Petrescu | Spectateurs : 11,043, Arbitrage : Silviu Petrescu |

| 1 mai 2013 | Impact de Montréal                                                                       | 6 - 0 | Toronto FC            | Stade Saputo, Montréal                       |                                              |
| 19:30      | Mapp 24e · Tissot 25e · Paponi 33e · Di Vaio 44e · Romero 61e · Di Vaio 90e · Wenger 94e |       | Henry 14e · Lambe 17e | Spectateurs : 14,931 Arbitrage : Drew Fisher | Spectateurs : 14,931 Arbitrage : Drew Fisher |
| 19:30      | Rapport                                                                                  |       |                       | Spectateurs : 14,931 Arbitrage : Drew Fisher | Spectateurs : 14,931 Arbitrage : Drew Fisher |

#### Finale
| 15 mai 2013 | Impact de Montréal                    | 0-0 | Whitecaps de Vancouver | Stade Saputo, Montréal                           |                                                  |
| 19:30       | Camara 25e · Warner 31e · Di Vaio 33e |     | 49e O'Brien            | Spectateurs : 12,016 Arbitrage : Silviu Petrescu | Spectateurs : 12,016 Arbitrage : Silviu Petrescu |
| 19:30       | Rapport                               |     |                        | Spectateurs : 12,016 Arbitrage : Silviu Petrescu | Spectateurs : 12,016 Arbitrage : Silviu Petrescu |

| 29 mai 2013 | Whitecaps de Vancouver    | 2-2 | Impact de Montréal                  | BC Place, Vancouver                           |                                               |
| 22:00       | Camilo 4e · Kobayashi 69e |     | Camara 6e · Felipe 49e · Camara 84e | Spectateurs : 18,183 Arbitrage : Drew Fischer | Spectateurs : 18,183 Arbitrage : Drew Fischer |
| 22:00       | Rapport                   |     |                                     | Spectateurs : 18,183 Arbitrage : Drew Fischer | Spectateurs : 18,183 Arbitrage : Drew Fischer |

### Ligue des champions de la CONCACAF 2013-2014

#### Phase de groupe: Groupe 5
| Rang | Équipe                  | Pts | J | G | N | P | Bp | Bc | Diff |
| ---- | ----------------------- | --- | - | - | - | - | -- | -- | ---- |
| 1    | Earthquakes de San José | 6   | 4 | 2 | 0 | 2 | 4  | 2  | +2   |
| 2    | Impact de Montréal      | 6   | 4 | 2 | 0 | 2 | 3  | 4  | -1   |
| 3    | CD Heredia              | 6   | 4 | 2 | 0 | 2 | 2  | 3  | -1   |

| Résultats (▼dom., ►ext.) |     |     |     |
| Impact de Montréal       |     | 1-0 | 2-0 |
| Earthquakes de San José  | 3-0 |     | 1-0 |
| CD Heredia               | 1-0 | 1-0 |     |

| Phase de groupe Match 1 | Impact de Montréal                    | 1-0   | Earthquakes de San José                     | Stade Saputo, Montréal                         |                                                |
| 7 août 2013 20h00       | Warner 10e · Camara 49e · Di Vaio 72e | (1-0) | Gordon 10e · Corrales 37e · Wondolowski 85e | Spectateurs : 15,115 Arbitrage : Javier Santos | Spectateurs : 15,115 Arbitrage : Javier Santos |
| 7 août 2013 20h00       | Rapport                               |       |                                             | Spectateurs : 15,115 Arbitrage : Javier Santos | Spectateurs : 15,115 Arbitrage : Javier Santos |

| Phase de groupe Match 2 | Heredia Jaguares                         | 1-0   | Impact de Montréal                  | Estadio Cementos Progreso, Guatemala        |                                             |
| 21 août 2013 22h00      | Cordova 20e · Gonzalez 43e · Cordova 88e | (0-0) | Warner 32e · López 44e · Paponi 45e | Spectateurs : ? Arbitrage : Paul Delgadillo | Spectateurs : ? Arbitrage : Paul Delgadillo |
| 21 août 2013 22h00      | Rapport                                  |       |                                     | Spectateurs : ? Arbitrage : Paul Delgadillo | Spectateurs : ? Arbitrage : Paul Delgadillo |

| Phase de groupe Match 3 | Earthquakes de San José                                  | 3-0   | Impact de Montréal                   | Buck Shaw Stadium, Santa Clara |                            |
| 17 septembre 2013 22h00 | Wondolowski 21e · Lenhart 40e · Chavez 57e · Salinas 84e | (1-0) | Arnaud 23e · Camara 35e · Romero 62e | Arbitrage : Armando Castro     | Arbitrage : Armando Castro |
| 17 septembre 2013 22h00 | Rapport                                                  |       |                                      | Arbitrage : Armando Castro     | Arbitrage : Armando Castro |

| Phase de groupe Match 4 | Impact de Montréal                                            | 2-0   | Heredia Jaguares | Stade Saputo, Montréal                        |                                               |
| 25 septembre 2013 20h00 | Paponi 4e · Felipe 40e · Tissot 51e · Wenger 54e · Paponi 78e | (1-0) |                  | Spectateurs : ? Arbitrage : Courtney Campbell | Spectateurs : ? Arbitrage : Courtney Campbell |
| 25 septembre 2013 20h00 | Rapport                                                       |       |                  | Spectateurs : ? Arbitrage : Courtney Campbell | Spectateurs : ? Arbitrage : Courtney Campbell |

### Séries éliminatoires
| 31 octobre 2013 | Dynamo de Houston                                    | 3 - 0 | Impact de Montréal                               | BBVA Compass Stadium, Houston                |                                              |
| 20:30 UTC-5     | Bruin 16e · Boniek Garcia 27e · Bruin 72e · Ashe 89e |       | 35e Rivas · 70e Rivas · 89e Romero · 89e Di Vaio | Spectateurs : 10,476 Arbitrage : Mark Geiger | Spectateurs : 10,476 Arbitrage : Mark Geiger |
| 20:30 UTC-5     | Rapport                                              |       |                                                  | Spectateurs : 10,476 Arbitrage : Mark Geiger | Spectateurs : 10,476 Arbitrage : Mark Geiger |